# Godwin z Kentu
Godwin, earl Wessexu (czasem Godwine) (ur. ok. 1001, zm. 15 kwietnia 1053) – jeden z najpotężniejszych earlów w Anglii pod duńskim panowaniem. Kanut Wielki uczynił go pierwszym earlem Wesseksu. Godwin był ojcem króla Anglii Harolda II, Tostiga oraz Edyty z Wesseksu, żony króla Anglii Edwarda Wyznawcy.